# متلازمة يانسن للتخلخل المشاشي
ينتج مرض متلازمة يانسن للتخلخل المشاشي عن تفعيل ربيطة (كيمياء حيوية) في مستقبلات هرمون الغدة الدرقية النوع الأول، بسبب طفرة جينية. يعد مرضًا شديد الندرة، حيث سُجلت خلال عام 2007، عشرون حالة فقط عالميًا.
على سبيل المثال انتقل المرض من أم لابنتها من مقاطعة تكساس الأمريكية، ومن والدة لطفليها في دبي الإماراتية.

## السبب
تحدث الإصابة بمتلازمة يانسن للتخلخل المشاشي نتيجة طفرة في جين PTH من النوع الأول، حيث يحمل صفة سائدة. 

## التشخيص
يُشخص المرض خلال الطفولة أو الطفولة المبكرة اعتمادا على الصفات الجسدية والأعراض المصاحبة للمرض. قد تتمكن الأشعة السينية من الكشف عن النمو غير الطبيعي لنهايات عظام الأطراف، كما أن تحليلي فرط كالسيوم البول والدم يساعدان في عملية التشخيص.

## العلاج
حتى الآن لا يوجد علاج للمرض على الرغم من وجود عدة محاولات بحثية لتقليل فرط كالسيوم الدم قد تساعد على العلاج.

## التسمية
سُمي نسبة للجراحة الهولندية مورك يانسن (1867- 1935).